# Chiesa di Maria Madre degli Orfani
La chiesa di Maria Madre degli Orfani, conosciuta fino al 1952 come oratorio dell'Addolorata, è un piccolo luogo di culto cattolico a Somasca frazione di Vercurago ricavato nella casa in cui tra il 1533 e il 1537 visse e morì san Girolamo Emiliani.

## Storia

### Origine
Nato a Venezia nel 1486 e avvicinatosi alla vita religiosa intorno alla mezza età, nell'estate del 1533 Girolamo Emiliani giunse a Somasca dove si stabilì in una casa nei pressi della chiesa parrocchiale di proprietà di Giovannino degli Ondei, un maggiorente del paese proprietario di fondi agricoli e mercante di lana a Bergamo e nelle Marche. Dopo una breve permanenza il Miani partì alla volta di Milano e Pavia per poi tornare a Somasca e qui stabilirsi definitivamente nell'estate del 1534, dove fondò la compagnia dei servi dei poveri, in seguito chiamata dei chierici regolari di Somasca.
A Somasca e più in generale in tutta Valle San Martino il Miani svolse una notevole attività caritativa concentrandosi specialmente nel catechismo, nella cura dei malati e nell'aiuto agli orfani, ai quali oltre che a offrire vitto e alloggio insegnava un mestiere per permettere loro di mantenersi. Oltre alle opere di carità il Miani si dedicò profondamente alla vita religiosa e per pregare si ritirò spesso a "la Valletta", una radura posta su di un'altura a breve distanza da Somasca. Dopo aver intrapreso numerosi viaggi tra alcune delle maggiori città della Repubblica di Venezia e del Ducato di Milano nel 1536 il Miani tornò a Somasca, ma una violenta pestilenza si abbatté su tutta la Valle San Martino e nel tentativo di curare i malati il Miani si ammalò morendo a Somasca nella casa degli Ondei l'8 febbraio 1537.

### L'oratorio e la chiesa

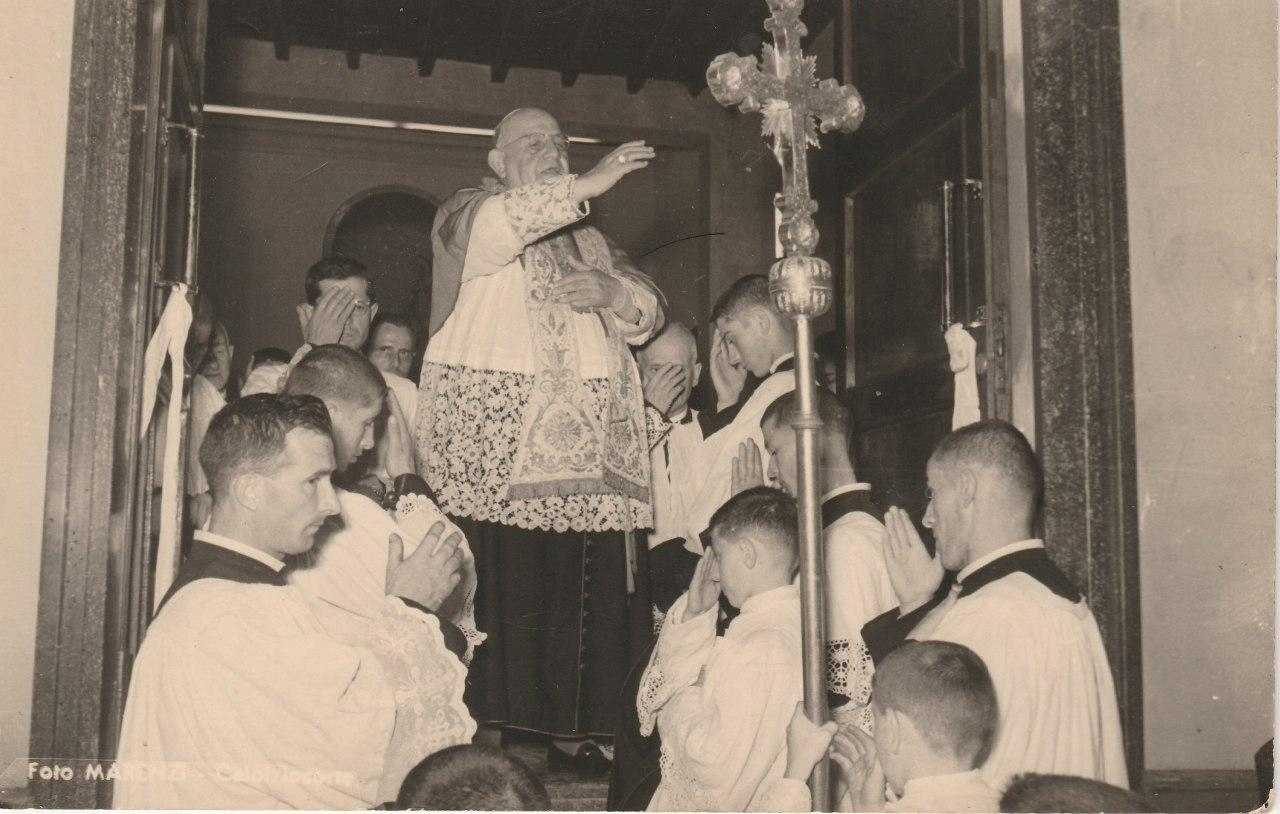
La benedizione della parte del cardinale Angelo Giuseppe Roncalli

Rimasta per lungo tempo di proprietà degli Ondei, il 4 febbraio 1738 la casa fu comprata dai chierici regolari di Somasca che nel 1741 iniziarono una serie di lavori di restauro che portarono nel 1746 alla nascita un oratorio dedicato a Maria Addolorata in cui era presente una statua della Madonna, poi spostata nel santuario di San Girolamo Emiliani. Nel 1761 i padri somaschi concessero alla confraternita del Santissimo Sacramento di utilizzare l'oratorio per la recita del rosario durante le feste e l'anno seguente fu fornita loro la chiave di accesso. Il seguito alle soppressioni napoleoniche del 1799, nel 1822 padre Carlo Marenese riuscì a riacquistare l'edificio inserendovi la Via Crucis e rinnovando alla confraternita del Santissimo Sacramento i privilegi precedenti.
Nel 1849 iniziarono i primi lavori di restauro dell'oratorio che permisero anche di inserire una piccola sagrestia separata dalla stanza della morte del santo. Con l'arrivo dell'architetto don Antonio Piccinelli per la sistemazione del santuario di San Girolamo Emiliani e del Sacro Monte di Somasca, nel 1898 i padri somaschi decisero di incaricarlo della ristrutturazione e ampliamento dell'oratorio, in seguito all'acquisto dei locali circostanti. Nel 1902 la piccola campana utilizzata dalla confraternita per richiamare i fedeli alla preghiera durante il cattivo tempo si ruppe, così venne rifatta dalla fonderia Barigozzi di Milano e chiamata "Immacolata".
Il 25 maggio 1921 papa Benedetto XV concesse ai padri somaschi di venerare Maria Madre degli Orfani così nel 1952 padre Giuseppe Cossa, particolarmente devoto a questa Madonna, decise di convertire al nuovo culto l'oratorio dell'Addolorata che fu quindi ristrutturato dall'ingegnere Emilio Tenca e al cui interno fu inserito un gruppo statuario dello scultore Luigi Santifaller raffigurante la Madonna che consegna gli orfani a san Girolamo Emiliani. La chiesa fu consacrata il 26 settembre del 1953 dal patriarca di Venezia e cardinale Angelo Giuseppe Roncalli, divenuto cinque anni dopo papa Giovanni XXIII, e il simulacro della Madonna fu benedetto nello stesso anno da monsignore Giovanni Ferro. Successivamente la chiesa fu sottoposta a due restauri, uno nel 1988 e l'altro nel 2017.

## Descrizione

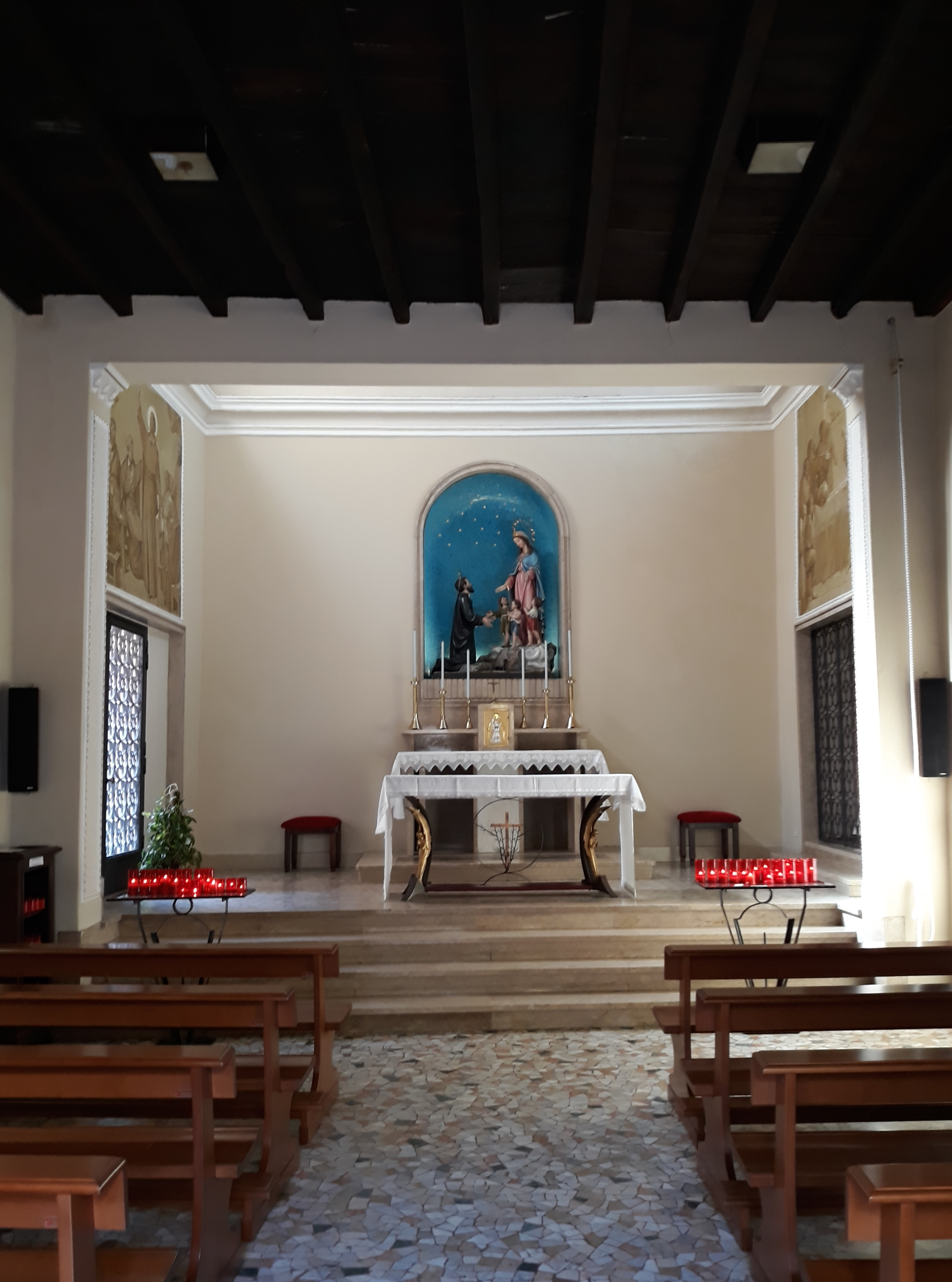
Interno della chiesa

La facciata è costituita da un portone in ferro battuto realizzato da Emilio Tenca nel 1988 e contornato da une piccole finestre rettangolari sotto le quali sono poste due targhe in ricordo di San Girolamo.
L'interno della chiesa è ad un'unica navata, termina nell'abside con una scultura  legno della Val Gardena, avente per soggetti San Girolamo Emiliani e tre orfanelli inginocchiati d'innanzi alla Madonna. Opera dello scultore Luigi Santifaller, venne incoronata solennemente e benedetta il 19 settembre 1954 dal cardinale Federico Tedeschini. L'altare maggiore è realizzato in marmo riccamente intagliato. Nell'area del presbiterio sono presenti due affreschi monocromatici rappresentanti l'uno "San Girolamo e i suoi compagni" e l'altro "Morte di san Girolamo" realizzati da Torildo Conconi nel 1962 con l'aiuto di Mario Bongani.  A destra dell'altare, separata dalla navata da una cancellata in ferro battuto, si trova la piccola stanza dove morì il santo. Sempre sulla sessa parete, protetta da un vetro, si trova una grande croce rossa tracciata dal santo prima di morire.